# Carlos Sánchez (giocatore di calcio a 5 1975)
Carlos Florentino Sánchez (Buenos Aires, 31 gennaio 1975) è un allenatore di calcio a 5 ed ex giocatore di calcio a 5 argentino, campione sudamericano con la nazionale argentina nel 2003.

## Carriera
Con la Nazionale maschile di calcio a 5 dell'Argentina, Sánchez ha esordito nelle competizioni mondiali al FIFA Futsal World Championship 1996 dove la selezione sudamericana è stata eliminata al primo turno. Quattro anni più tardi l'Argentina raggiunge la finale della Taça América ma perde seccamente contro i brasiliani campioni in carica mentre nel mondiale dello stesso anno si ferma al secondo turno.
Il periodo che precede il mondiale del 2004 è il più felice per Sànchez: nel 2003 arriva l'attesa vittoria della Copa América e l'anno dopo il quarto posto al Mondiale di Taiwan. Nel 2008 l'Albiceleste chiude il torneo sudamericano al terzo posto, mentre al mondiale giunge al secondo turno mancando la qualificazione alle semifinali. Nelle quattro edizioni della Coppa del Mondo a cui ha preso parte, Sànchez ha realizzato complessivamente 9 reti, mantenendo il primato di marcature di un calcettista argentino nel torneo fino al 2021, quando è stato superato da Cristian Borruto.

## Palmarès

### Club
- Campionato italiano: 1

Genzano: 1999-2000
- Coppa Italia: 1

Genzano: 1999-2000

### Nazionale
- Coppa America: 1

Paraguay 2003